# Wybory parlamentarne w Chorwacji w 2015 roku

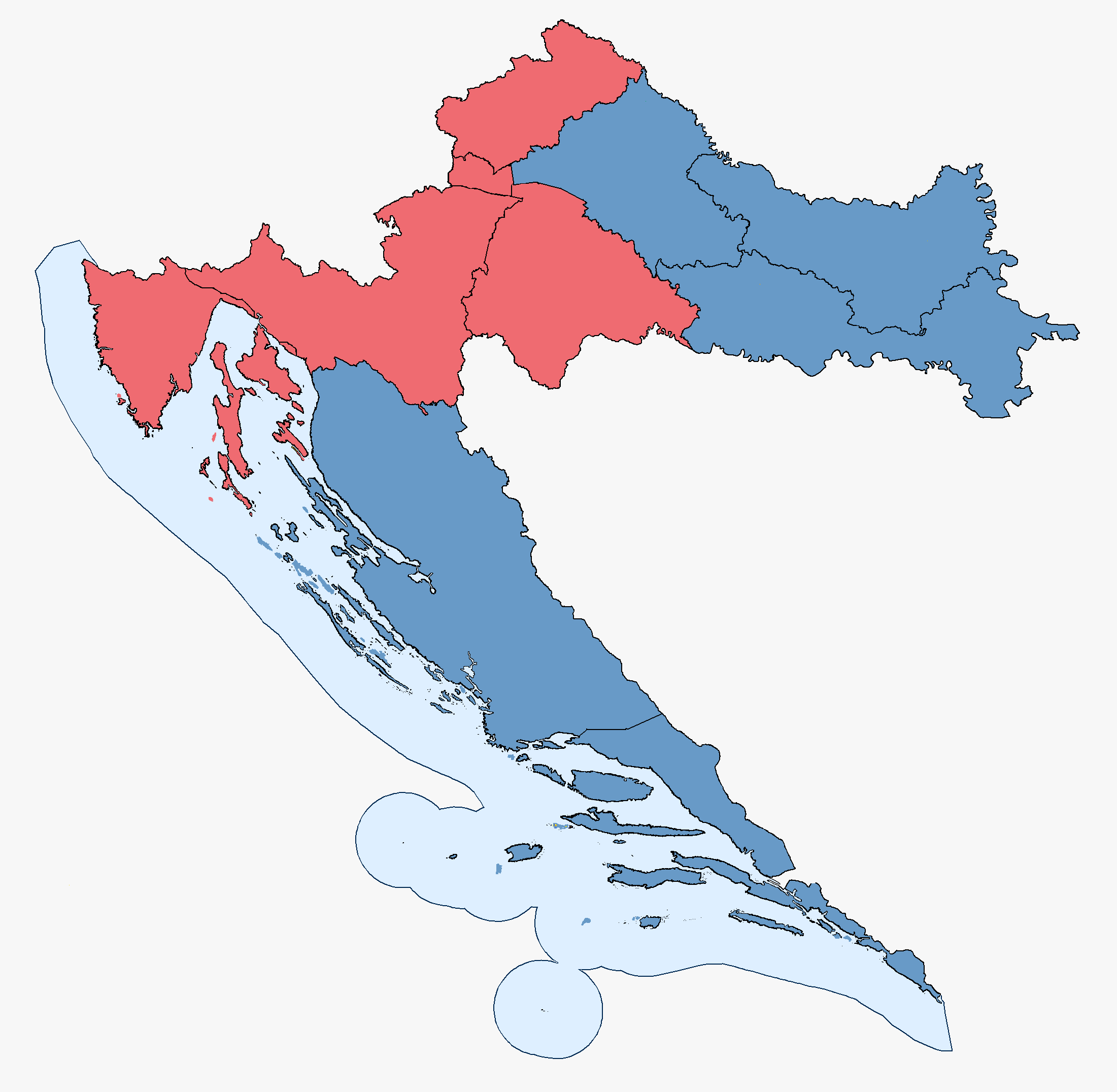
Podział na okręgi wyborcze: niebieskie – wygrana Koalicji Patriotycznej (skupionej wokół HDZ), czerwone – wygrana koalicji Chorwacja Rośnie (skupionej wokół SDP)

Wybory parlamentarne w Chorwacji w 2015 roku odbyły się 8 listopada 2015. W ich wyniku wyłoniono łącznie 151 deputowanych do Zgromadzenia Chorwackiego (parlamentu Chorwacji) VIII kadencji. Frekwencja wyborcza wyniosła 60,8%.
Ordynacja wyborcza przewidywała wybór 140 posłów w 10 okręgach wydzielonych w kraju. W każdym z nich przyznano po 14 mandatów przy zastosowaniu metody d'Hondta i przy obowiązującym progu wyborczym 5% w skali danego okręgu. Zastosowano głosowanie preferencyjne na poszczególnych kandydatów – pierwszego uzyskania mandatu przypadało tym, którzy otrzymali co najmniej 10% wszystkich głosów oddanych na daną listę okręgową. Jedenasty okręg wydzielono dla Chorwatów mieszkających poza granicami kraju, wybierano w nim na tożsamych zasadach co w okręgach krajowych 3 deputowanych. Dwunasty okręg obejmował 8 mandatów przeznaczonych dla przedstawicieli mniejszości narodowych wyłanianych w głosowaniu większościowym – 3 w podokręgu dla mniejszości serbskiej oraz 5 w jednomandatowych podokręgach dla pozostałych mniejszości (w tym 1 dla Węgrów i 1 dla Włochów).

## Podział mandatów
W wyniku głosowania najwięcej mandatów (59) uzyskała centroprawicowa opozycyjna Koalicja Patriotyczna. Tworzyło ją 8 ugrupowań: Chorwacka Wspólnota Demokratyczna (HDZ, lider Tomislav Karamarko), Chorwacka Partia Chłopska (HSS, lider Branko Hrg), Chorwacka Partia Prawa dr. Ante Starčevicia (HSP AS, lider Ivan Tepeš), Chorwacka Partia Socjalliberalna (HSLS, lider Darinko Kosor), Hrast (lider Ladislav Ilčić), Blok Umirovljenici Zajedno (BUZ, lider Milivoj Špika), Chorwacka Partia Demokratyczno-Chrześcijańska (HDS, lider Goran Dodig) i regionalna partia z Hrvatskiego zagorja. Sojusz uzyskał 56 mandatów w okręgach krajowych i 3 mandaty w okręgu dla diaspory – 50 spośród nich przypadło HDZ, 3 HSP AS, 2 HSLS, po 1 partiom HSS, Hrast, BUZ i HDS.
56 miejsc przypadło blokowi Chorwacja Rośnie, powstałemu głównie na bazie Koalicji Kukuriku i stanowiącego przez cztery lata zaplecze rządu Zorana Milanovicia. Koalicję w tych wyborach tworzyły Socjaldemokratyczna Partia Chorwacji (SDP, lider Zoran Milanović), Chorwacka Partia Ludowa – Liberalni Demokraci (HNS-LD, lider Vesna Pusić), Chorwacka Partia Emerytów (HSU, lider Silvano Hrelja), Chorwaccy Laburzyści – Partia Pracy (HL-SR, lider Nansi Tireli), partia chłopska i partia regionalna z Hrvastkiego zagorja. SDP otrzymała 42 mandaty, HNS-LD 9, HL-SR 3, a HSU 2.
Trzecie miejsce z wynikiem 19 mandatów zajął Most Niezależnych List, komitet wyborczy utworzony przez burmistrza Metkovicia Božo Petrova. 3 miejsca uzyskało Istryjskie Zgromadzenie Demokratyczne kierowane przez Borisa Mileticia, do 2015 wchodzące w skład Koalicji Kukuriku. Po 2 miejsca przypadły Chorwackiemu Demokratycznemu Sojuszowi Slawonii i Baranji oraz koalicji zawiązanej przez burmistrza Zagrzebia Milana Bandicia (oba przedstawicielom partii Milan Bandić 365). Po 1 mandacie zdobyły Żywy Mur (uzyskał go Ivan Vilibor Sinčić) oraz sojusz tworzony m.in. przez Reformatorów Radimira Čačicia i ugrupowanie Naprzód Chorwacja byłego prezydenta Iva Josipovicia (uzyskał go Radimir Čačić).
Wszystkie 3 miejsca dla mniejszości serbskiej przypadły ponownie Niezależnej Demokratycznej Partii Serbskiej. Spośród 5 pozostałych mandatów w podokręgach dla poszczególnych mniejszości narodowych 2 z nich uzyskali kandydaci związani z HNS-LD.

## Wyniki

### Wyniki wyborów
| Lista wyborcza                                    | Głosy     | %    | Miejsca |
| ------------------------------------------------- | --------- | ---- | ------- |
| Koalicja Patriotyczna                             | 746 626   | 33,4 | 59      |
| Chorwacja Rośnie                                  | 742 909   | 33,2 | 56      |
| Most Niezależnych List                            | 302 453   | 13,5 | 19      |
| IDS i koalicjanci                                 | 42 193    | 1,8  | 3       |
| Milan Bandić 365 i koalicjanci                    | 74 301    | 3,3  | 2       |
| Chorwacki Demokratyczny Sojusz Slawonii i Baranji | 30 443    | 1,4  | 2       |
| Żywy Mur                                          | 94 877    | 4,2  | 1       |
| Reformatorzy i koalicjanci                        | 34 573    | 1,5  | 1       |
| Chorwacki Zrównoważony Rozwój                     | 38 830    | 1,7  | –       |
| W imieniu Rodziny                                 | 23 429    | 1,1  | –       |
| Pozostali (poniżej 1% głosów)                     | 66 755    | 3,0  | –       |
| Niezależna Demokratyczna Partia Serbska (SDSS)    | –         | –    | 3       |
| Pozostałe mniejszości narodowe                    | –         | –    | 5       |
| Razem                                             | 2 238 003 | 100  | 151     |

### Podział mandatów w okręgach
| Lista wyborcza / Okręg         | I | II | III | IV | V | VI | VII | VIII | IX | X | XI | XII |
| ------------------------------ | - | -- | --- | -- | - | -- | --- | ---- | -- | - | -- | --- |
| Koalicja Patriotyczna          | 4 | 6  | 4   | 6  | 8 | 5  | 5   | 3    | 8  | 7 | 3  | —   |
| Chorwacja Rośnie               | 7 | 5  | 8   | 5  | 4 | 6  | 6   | 7    | 4  | 4 | —  | —   |
| Most                           | 3 | 2  | 1   | 1  | 2 | 2  | 2   | 1    | 2  | 3 | 0  | —   |
| IDS i koalicjanci              | — | —  | —   | —  | — | —  | —   | 3    | —  | — | —  | —   |
| Milan Bandić 365 i koalicjanci | 0 | 1  | 0   | 0  | 0 | 1  | 0   | 0    | 0  | 0 | 0  | —   |
| HDSSB                          | — | —  | —   | 2  | 0 | —  | —   | —    | —  | — | —  | —   |
| Żywy Mur                       | 0 | 0  | 0   | 0  | 0 | 0  | 1   | 0    | 0  | 0 | —  | —   |
| Reformatorzy i koalicjanci     | 0 | 0  | 1   | 0  | 0 | 0  | 0   | 0    | 0  | 0 | 0  | —   |
| Mniejszości narodowe           | — | —  | —   | —  | — | —  | —   | —    | —  | — | —  | 8   |